# Història de Lituània (1219-1295)
La història de Lituània entre el 1219 i el 1295 comprèn els orígens del primer estat lituà, el Gran Ducat de Lituània. L'albada del segle xiii marca la fi de la prehistòria a Lituània i l'inici de la documentació de la història de Lituània en cròniques, tractats i altres fonts escrites. El 1219, vint-i-un ducs lituans signaren un tractat de pau amb Galítsia-Volínia, el document més antic que demostra la unió de les tribus bàltiques. Tot i estar constantment en guerra amb dos ordes cristians, el Livonià i el Teutònic, el Gran Ducat de Lituània es consolidà i exercí un cert domini sobre la Rutènia Negra, Pòlatsk, Minsk i altres territoris situats a l'est de l'actual estat de Lituània que es trobaven en una situació de vulnerabilitat des de l'ensulsiada de la Rus de Kíev.